# Manuel Ros de Medrano
Manuel Ros de Medrano (Ourense, Galícia, 12 de setembre de 1756 - Tortosa, Baix Ebre, 23 de setembre de 1821), va ser un advocat, religiós, diputat, sacerdot i bisbe gallec.
Va estudiar filosofia i teologia al convent de San Francisco de Ourense, i Dret Civil i Canònic a Santiago. Es va traslladar a Madrid per a exercir d'advocat, però va abandonar la seva carrera professional gràcies a una oferta que li va fer el bisbe de Santander per a que fos el fiscal de la seva cúria. Fou canonge de les Catedrals d’Ourense (1802) i de Santiago (1806) i membre de la Junta de Govern de Santiago de Compostel·la durant la guerra contra Napoleó (1808). Va ser diputat per Galícia a les Corts de Cadis, triat el 28 de febrer de 1810, i jurant el seu càrrec el 24 de setembre de 1810.
El 19 de desembre de 1814 va ser nomenat Bisbe de Tortosa, i en va prendre possessió el dia 15 de març de 1815. Va morir víctima de les febres grogues que van castigar la població durant l'any 1821, contagiat pels malalts als que atenia. El va succeir Víctor-Damián Sáez Sánchez-Mayor. El febrer de 1827 les restes de Ros de Medrano van ser exhumades i traslladades a la Capella de la Mare de Déu de la Cinta de la Catedral de Tortosa.
Entre les seves obres destaquen la Historia de las rentas de la Iglesia de España desde su fundación hasta el siglo presente: parte primera (Madrid: Viuda de Ibarra, 1793); Un extracto razonado de la causa criminal formada en las Cortes contra D. Manuel de Ros, Doctoral de las Santa Apostólica y Metropolitana Iglesia de Santiago y Diputado al Congreso Nacional por Galicia (Cádiz, 1813) o les Constituciones synodales dertusenses (Tortosa, 1819).